# Aldo Aureggi
Aldo Aureggi (né le 6 octobre 1931 à Rome et mort le 21 août 2020 dans la même ville) est un fleurettiste italien.

## Biographie
Aldo Aureggi est médaillé d'argent en fleuret par équipes en 1960 (avec Edoardo Mangiarotti, Luigi Carpaneda, Alberto Pellegrino et Mario Curletto) et médaillé de bronze en fleuret par équipes aux Championnats du monde d'escrime 1957 à Paris.